# Brachystelma canum
Brachystelma canum är en oleanderväxtart som beskrevs av Robert Allen Dyer. Brachystelma canum ingår i släktet Brachystelma och familjen oleanderväxter. Inga underarter finns listade i Catalogue of Life.